# Estación Tequendama
Tequendama es una de las estaciones del Sistema Integrado de Transporte MIO de la ciudad de Cali, inaugurado en el año 2008.

## Ubicación
Se encuentra ubicada en el sur de la ciudad en la tradicional Calle 5 con carrera 39, cerca a la Clínica Imbanaco y el edificio del mismo nombre, sede del canal regional Telepacífico. La zona es de alta actividad para el sector salud, pues el barrio Tequendama (de ahí el nombre), antes tradicionalmente residencial, ha sido ocupado por clínicas, entidades prestadoras de salud y servicios odontológicos y estéticos.

## Características
La estación tiene dos accesos peatonales, por la Carrera 39 y por la carrera 42. Cuenta con dos vagones, cada uno de ellos con puertas de acceso en ambos sentidos de la vía, sumando un total de cuatro puertas. Tiene una bahía de parqueo sobre la Calle 5 afuera de la estación y designada para la integración virtual con las rutas alimentadoras (A70 y A76). A pesar de no ser concebida como una estación principal, el alto volumen de pasajeros que la hace una de las más congestionadas.
Su pictograma es un colgante de orejera en forma de murciélago de la cultura Tolima. 

## Servicios de la estación

### Rutas expresas
| Ruta | Estación Origen             | Estación Destino            | Sentido (N/S) |
| ---- | --------------------------- | --------------------------- | ------------- |
| E21  | Terminal Menga Av 3N Cl 70N | Universidades Cra 100 Cl 16 | Ambos         |

### Rutas troncales
| Ruta | Estación Origen                        | Estación Destino             | Sentido (N/S) |
| ---- | -------------------------------------- | ---------------------------- | ------------- |
| T31  | Terminal Paso del Comercio Cra 1 Cl 71 | Universidades Cra 100 Cl 16  | Ambos         |
| T37  | Terminal Paso del Comercio Cra 1 Cl 71 | Capri Cl 5 Cra 78            | Ambos         |
| T47B | Terminal Andrés Sanín Cl 75 Cra 19     | Unidad Deportiva Cl 5 Cra 52 | Ambos         |
| T57A | Nuevo Latir Cra 28D Cl 79              | Capri Cl 5 Cra 78            | Ambos         |

### Rutas pretroncales
| Ruta | Origen                              | Trayecto                                                              | Destino                      |
| ---- | ----------------------------------- | --------------------------------------------------------------------- | ---------------------------- |
| P47A | Terminal Andrés Sanín Cl 73 Cra 19  | Av. Ciudad de Cali - Cra 39 - Cl 5                                    | Unidad Deportiva Cl 5 Cra 52 |
| P47B | Terminal Andrés Sanín Cl 73 Cra 19  | Av. Simón Bolívar - Terminal Calipso - Cra 32 - Cl 27 - Cra 39 - Cl 5 | Unidad Deportiva Cl 5 Cra 52 |
| P62A | Terminal Simón Bolívar Cl 25 Cra 66 | Cra 66 - Cl 5 - Av 4N                                                 | Las Américas Av 3N Cl 23AN   |

### Rutas circulares
| Ruta | Origen                             | Trayecto                                                                    | Destino                            |
| ---- | ---------------------------------- | --------------------------------------------------------------------------- | ---------------------------------- |
| C417 | Terminal Andrés Sanín Cl 73 Cra 19 | Tv 103 - Cr 27 - Av. Ciudad de Cali - Cr 99 - Troncal Cl 5 - Troncal Cr 15  | Terminal Andrés Sanín Cl 73 Cra 19 |
| C471 | Terminal Andrés Sanín Cl 73 Cra 19 | Troncal Cr 15 - Troncal Cl 5 - Cra 99 - Av. Ciudad de Cali - Cr 27 - Tv 103 | Terminal Andrés Sanín Cl 73 Cra 19 |

### Rutas alimentadoras
| Ruta | Origen                            | Trayecto                                         | Destino                          |
| ---- | --------------------------------- | ------------------------------------------------ | -------------------------------- |
| A70  | Inicio del recorrido              | Cra 42 - Av. Circunvalar - Cra 27                | Mortiñal                         |
| A76  | Terminal Cañaveralejo Cl 5 Cra 52 | Cra 52 - Cl 1 - Dg 37 - Cl 5 - Cra 39 - Unilibre | Hospital Universitario del Valle |